# The Sims 2 Pets Mobile
The Sims 2 Pets Mobile — мобильная игра серии The Sims, созданная студией Maxis, выпущенная для мобильных телефонов и для Nokia N-Gage. Её выход состоялся в декабре 2006 года в Европе и в апреле 2007 года в Северной Америке. В июне 2008 года вышла версия для N-Gage и устройств Nokia с обратной совместимостью. Суть игры сводится к тому, что игрок от имени владельца частного дома должен ухаживать за щенком, кормить его, играть с ним, дрессировать и обучать трюкам.
Игра получила сдержанные оценки со стороны игровых рецензентов. С одной стороны они похвалили игру за её качественную и яркую графику, плавные движения животного, а также хорошее и интуитивно понятное управление. Тем не менее основной критике подвергся игровой процесс, не позволяющий игроку установить эмоциональную связь с животным и которое не демонстрирует внятного развития.

## Игровой процесс
Действие The Sims 2 Pets разворачивается в Бейкерсфилде. Игра начинается с того, что игрок должен создать сима, выбрать ему женский или мужской пол, подобрать внешность, цвет кожи, волос и одежду. Затем игрок должен настроить щенка, выбрав ему пол, цвет меха и породу (чихуахуа, лабрадор, беспородный, мопс, уиппет и робот). Игрок затем должен ухаживать за животным, удовлетворять его базовые потребности в еде, гигиене, сне и веселье. Задача игрока сводится к тому, чтобы вырастить собаку. Игрок должен обеспечивать щенка кормом, убираться за ним, а также развлекаться в садовой территории дома.

Демонстрация игрового процесса в N-Gage версии, щенка моют в тазе

Сам игровой процесс ориентирован на то, чтобы повышать удовлетворённость сима-хозяина, достигаемую через уход за животным. Чем счастливее щенок, тем довольнее хозяин и соответственно его повышают на работе, выплачивая больше денег. Игра даёт игроку новые задания, такие, как например изучение новых трюков или покупка игрушек. Их выполнение делает сима-хозяина счастливее. По мере развития, задания становятся всё сложнее, а в награду, сим получает ещё больше денег. Игрок также должен обучать щенка разным трюкам, таким, как сидеть, лаять, танцевать и так далее. Чтобы удовлетворять потребность щенка в развлечениях, с ним надо играть в бросание мяча и фрисби, которые является мини-играми. Также необходимо дрессировать собаку, ругать её за непослушное поведение, например порчу мебели, чтобы она позже не повторяла таких ошибок.
Игровой процесс в игре осуществляется непрерывно, то есть если игрок покинул игру, то сможет позже возобновить её в той же локации, том же месте. В обмен на «симолеоны» — внутриигровую валюту, игрок может покупать новые товары, аксессуары и игрушки для своего питомца. Таком образом игрок может выполнять задания следующего уровня и в награду получать ещё больше денег. Игрок также не должен забывать о потребностях — питаться и отдыхать. Сим может взаимодействовать с питомцем посредством нажатия кнопки со стрелкой на клавиатуре в том направлении, куда указывает игра прежде чем истечёт время.
Если оригинальная игра предлагает изометрическую графику с трёхмерной моделью животного, то версия для Nokia N-Gage является полностью трёхмерной также включает онлайн-рейтинг в сообществе Nokia N-Gage Arena. Помимо прочего, владелец телефона Nokia, совместимого с N-Gage может подключить телефон к телевизору, играя в том числе в The Sims 2 Pets, а также с помощью Bluetooth подключить телефон к клавиатуре для управления игрой.

## Разработка и выход
Игра стала доступна для скачивания в Европе 21 декабря 2006 года.
2 апреля 2007 года Electronic Arts официально объявила о выходе The Sims 2 Pets на территории Северной Америки. Трэвис Боатман, вице-президент прокомментировал релиз следующим образом; «Простое управление и простой дизайн игры „забери и играй“ удовлетворит, как и опытного игрока „The Sims“, так и обычного игрока, впервые играющего в мобильную игру... С „Sims 2 Pets“ мы предоставляем игрокам фактор „awww“, позволяя установить тесную связь между собакой и её владельцем». При разработке, создатели стремились включить в игру как можно больше возможностей из дополнения «Питомцы» к ПК-версии The Sims 2. После выхода, игра была доступна для скачивания у большинства беспроводных операторов в США.
В апреле 2008 года, вместе с запуском сервиса мобильных игр Nokia N-Gage стало также известно о предстоящем выходе The Sims 2 Pets на данные устройства
18 июня 2008 года, финская компания Nokia объявила о выходе версии игры для Nokia N-Gage с возможностью загрузить бесплатную пробную версию с поздней оплатой. При этом игра столкнулась с конкуренцией со стороны игры Dogz, также симулятором ухода за собаками.

## Критика
Редактор сайта GamesIndustry.biz, подразделения Eurogamer похвалил в игре систему сохранений, за её простоту и интуитивно понятные элементы управления, также заметив, что игроки, уже раннее знакомые с играми The Sims, сразу же освоят навигацию, но и новичкам это не составит трудности. Редакция журнала PC Gamer заметила, что возможности игры ограниченны в сравнении с «питомцами» из The Sims 2, однако этого достаточно для мобильной игры, которая в том числе подкупает своей яркой, качественной и плавной графикой.
Критик сайта Pocket Gamer дал отрицательную оценку игре, заметив, что игра чувствуется, как будто она пытается настроить игрока против собак, заметив, что владение щенком в игре чувствуется, как долгие выходные, проведённые в целом питомнике. Критик назвал странным акцентировать внимание на потребностях хозяина, а не собаки, то есть фактически удовлетворять желания сима через уход за собакой вместо того, чтобы наблюдать за самой реакцией питомца, как это воплощено в игре My Dog. В итоге критик заметил, что игра не позволяет привязаться к питомцу, превращаясь в бесполезный список дел и работы по дому. Данная бездушность и стерильность никак по мнению критика не компенсируется хорошей графикой и громким именем. Да и в целом, критик не нашёл ничего общество в игре с The Sims. В итоге The Sims 2 Pets — это игра, пытающаяся вызвать сострадание к собаке, но ей не хватает даже близко того, что можно описать, как душевное.
Также сдержанную оценку оставил критик сайта Allaboutngage, заметив, что игра оставляет «то же чувство, когда разочаровываешься после просмотра фильма, чей трейлер был гораздо лучше». Так, критик похвалил игру за её яркую и качественную трёхмерную графику, работающую плавно на N-Gage, также щенок обладают на удивление реалистичной анимацией. Интерфейс в игре также выполнен хорошо, а камера движется быстро и гладко, как и качественное звуковое сопровождение. Хотя речь выполнена качественно, словарный запас в игре ограничен и быстро начинает раздражать. Хотя с первого взгляда The Sims 2 Pets оставляет впечатление красивой игры, по сути она является сборником мини-игр, которые со временем не становятся боле сложными и интересными. Несмотря на красивый и трёхмерный мир, игра не позволяет менять окружение квартиры кроме нескольких предметов для собаки, а сами локации довольно ограниченны и малочисленны. В этом плане критик назвал Nintendogs гораздо более удачной игрой. Также критик заметил, что сам щенок никак не развивается, не требователен и это по мнению критика также является серьёзным упущением, если The Sims 2 Pets позиционирует себя, как эдакая версия тамагочи. «„The Sims 2 Pets“ не обладает плохим игровым процессом, он просто отсутствует, это не аркадная игра, это не виртуальная песочница, не игра коллекционирования, она даже не является настоящим симулятором виртуального питомца». Критик также не увидел смысла в наличии таблицы рейтинга, «которая лишь показывает, сколько игрок был вынужден мириться с „The Sims 2 Pets“», при этом рецензент заметил с сарказмом, что ни одна другая игра N-Gage не позволяет игроку так легко и быстро получить все свои очки, заметив, что на полное прохождение игры потребуется не более четырёх часов.